# Parco eolico di Pampa
Il parco eolico di Pampa, noto in inglese come Pampa Wind Project, è un parco eolico progettato a Pampa, città del Texas, negli Stati Uniti, alla fine del primo decennio del XXI secolo e mai realizzato.

## Storia
Thomas Boone Pickens, ex petroliere texano, progettò di costruire il più grande parco eolico del mondo, chiamato Pampa Wind Project. L'impianto, da 4 000 MW, avrebbe dovuto essere localizzato vicino a Pampa in Texas, nella Texas Panhandle, estendendosi verso est occupando 400 000 acri di terra in 5 contee. Tale impianto avrebbe dovuto fornire energia sufficiente per 1,5 milioni di abitazioni (in media).
La Mesa Power ordinò la realizzazione di 667 turbine eoliche (il più grande ordine di turbine eoliche per una sola località) con una capacità energetica di 1 000 MW, turbine che avrebbero dovuto entrare in funzione prima del 2011 per un costo di 2 miliardi di dollari. Il costo totale stimato si aggirava intorno a 8-10 miliardi di dollari.
Il 2 marzo 2009 la Mesa Power annunciò che stava procedendo con la prima fase del progetto, ma aveva rimandato il lavoro sulle fasi successive e aveva cancellato 120 dei 197 contratti di locazione per le turbine eoliche.
Nel luglio 2009 Pickens rimandò il progetto (senza, tuttavia, cancellarlo), lamentando la scarsa capacità di trasmissione del sito e la mancanza di fondi.
Nel gennaio 2010 il progetto venne cancellato completamente, questa volta a causa del calo dei prezzi del gas naturale.
L'ordine delle turbine venne tagliato a metà: le turbine ordinate sarebbero state usate in progetti analoghi in Minnesota e California.